# Сечова кислота
Се́чова кислота́ — органічна сполука з формулою C5H4N4O3.
Є двоосновною кислотою (pK1 = 5,75, pK2 = 10,3), утворює кислі й середні солі — урати. Під дією концентрованих кислот і лугів розкладається на хлороводень, аміак, вуглекислий газ і гліцин. Легко алкілюється спочатку за положенням N-9, потім за N-3 і N-1.

## Урати
Урати — сечокислі солі, при стоянні сечі утворюють осад цегляно-червоного кольору. Випаданню уратів в осад сприяють зниження температури та різко кисла реакція сечі. Під мікроскопом мають вигляд дрібних жовтуватих зерняток. При підігріванні — розчиняються, як і від додавання краплі 10 % КОН або NaOH. Додавання до осаду сечі соляної або оцтової кислоти приводить до утворення з уратів кристалів ромбоподібної форми. Урати випадають в осад при гострих інфекційних захворюваннях, непомірному харчуванні, застійних явищах при декомпенсованих вадах серця.